# Ala as-Sasi
Ala as-Sasi, Ala Al-Sasi (arab. علاء الصاصي, ʿAlāʾ aṣ-Ṣāsī; ur. 2 lipca 1987) – jemeński piłkarz, grający na pozycji napastnika.

## Kariera piłkarska

### Kariera klubowa
Wychowanek Al-Ahli Sana, w barwach którego w 2005 rozpoczął karierę piłkarską. Od 2009 do 2012 bronił barw klubu Al-Hilal as-Sahili, po czym przeszedł do irackiego Al-Mina Basra.

### Kariera reprezentacyjna
W 2007 debiutował w narodowej reprezentacji Jemenu. Łącznie rozegrał 34 mecze i strzelił 6 goli.

## Nagrody i odznaczenia

### Sukcesy klubowe
- mistrz Jemenu: 2007
- zdobywca Pucharu Prezydenta Jemenu: 2009